# Список президентів Словенії
Список президентів Словенії — перелік Президентів Словенії.
| № | Портрет | Ім'я (роки життя)         | Каденції       | Каденції       | Каденції       | Партія                         | Результати виборів | Пр. |
| № | Портрет | Ім'я (роки життя)         | Початок        | Закінчення     | Кількість днів | Партія                         | Результати виборів | Пр. |
| - | ------- | ------------------------- | -------------- | -------------- | -------------- | ------------------------------ | --- | --- |
| 1 |         | Мілан Кучан (1941)        | 23 грудня 1991 | 22 грудня 2002 | 4017           | Соціал-демократи               | Вибори 1990 року: 58,59 % (у другому турі) Вибори 1992 року: 63,93 % (у першому турі) Вибори 1997 року: 55,54 % (у першому турі) |     |
| 2 |         | Янез Дрновшек (1950—2008) | 22 грудня 2002 | 23 грудня 2007 | 1827           | Ліберальна демократія Словенії | Вибори 2002 року: 56,58 % (у другому турі)                                                                                       |     |
| 3 |         | Данило Тюрк (1952—)       | 23 грудня 2007 | 22 грудня 2012 | 1826           | Самовисування                  | Вибори 2007 року: 68.03 % (у другому турі)                                                                                       |     |
| 4 |         | Борут Пахор (1963—)       | 22 грудня 2012 | 22 грудня 2022 | 3652           | Соціал-демократи               | Вибори 2012 року: 67,37 % (у другому турі) Вибори 2017 року: 53.09 % (у другому турі)                                            |     |
| 5 |         | Наташа Пірц Мусар (1968—) | 22 грудня 2022 | донині         | 817            | Самовисування                  | Вибори 2022 року: 53.86 % (у другому турі)                                                                                       |     |